# OHC-Ventilsteuerung

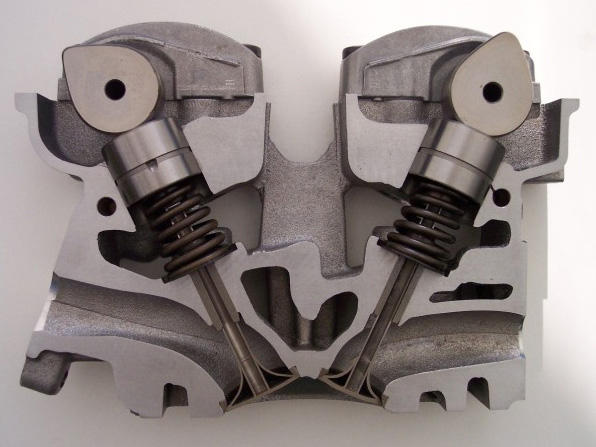
Schnitt durch einen Zylinderkopf, oben die beiden obenliegenden Nockenwellen (DOHC)

Schema einer Nockenwelle, links Auslass, rechts Einlass

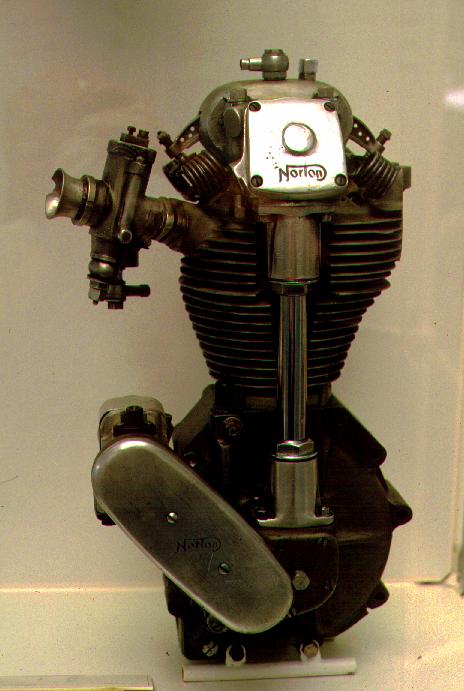
OHC-Motor mit Königswellen-Antrieb einer Einzylinder-Norton International 500 cm³

Die OHC-Ventilsteuerung bezeichnet eine Bauform der Ventilsteuerung eines Hubkolben-Viertaktmotors (auch für Auslassventile von Zweitakt-Dieselmotoren), bei der die Betätigung der Ventile durch eine oder mehrere obenliegende Nockenwelle(n) (englisch: Overhead Camshaft) erfolgt. Die Ventile können dabei von den Nocken direkt über Tassenstößel bzw. indirekt über Kipp- oder Schlepphebel gesteuert werden.
Kennzeichnendes Merkmal des OHC-Motors ist die Lage der Nockenwelle(n), die oberhalb der Trennlinie Zylinder – Zylinderkopf liegen muss/müssen; bei V-, Boxer-, Reihenstern- und sonstigen Motoren mit mehreren Zylinderbänken (-reihen) sowie „hängend“ (Kurbelwelle oben) eingebauten Reihen- bzw. V-Motoren ist mit „oberhalb“ gemeint: auf der dem Brennraum abgewandten Seite der Trennlinie. Bei den oft hängend eingebauten Flugmotoren liegt/liegen die obenliegende(n) Nockenwelle(n) also tatsächlich unterhalb der Verbrennungsräume.
Alternativen sind die OHV-Ventilsteuerung („hängende Ventile“) oder, meist bei älteren Konstruktionen oder Kleinmotoren, die SV-Ventilsteuerung mit „stehenden“ Ventilen („Seitenventiler“).

## Varianten und Abkürzungen

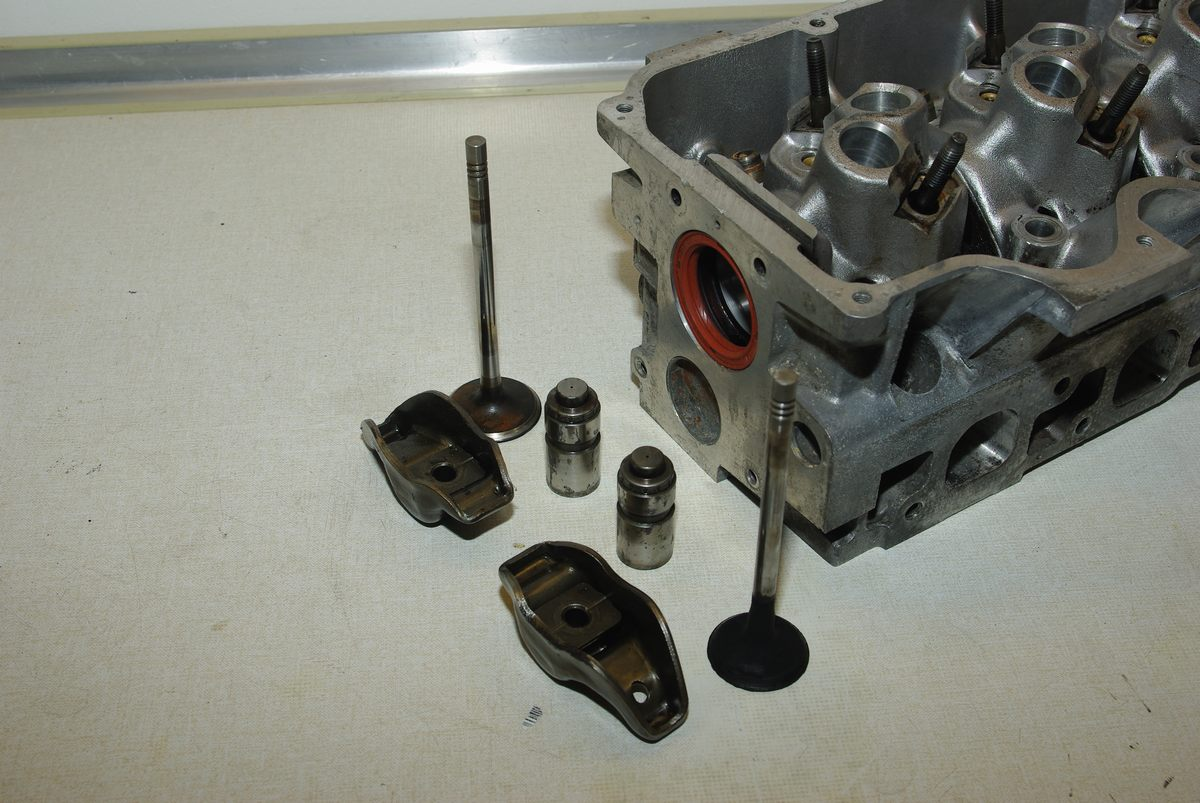
Ford 1.6 CVH Zylinderkopf mit Ventilen, Kipphebeln und Hydrostößeln

DOHC (DOHC-Ventilsteuerung) bezeichnet eine Bauform, bei der die Ventile von zwei obenliegenden Nockenwellen (englisch: Double Overhead Camshaft, auch Twin cam) je Zylinderreihe gesteuert werden. (DOHC-V- und -Boxermotoren haben also vier Nockenwellen.) Die Ventile von DOHC-Motoren werden fast immer direkt über Tassenstößel oder indirekt über Schlepphebel gesteuert.
SOHC (englisch: Single Overhead Camshaft) bezeichnet zwei verschiedene Bauformen beim Viertaktmotor. Zum einen wird so gelegentlich die klassische OHC-Steuerung des Zweiventilmotors genannt, bei der eine einzelne Nockenwelle direkt über den in einer Linie angeordneten Ventilen angeordnet ist. Gebräuchlicher ist die Bezeichnung SOHC jedoch bei Motoren mit drei oder vier Ventilen je Zylinder, bei der die Ventile, anders als beim DOHC-Motor, von nur einer zentralen obenliegenden Nockenwelle je Zylinderbank gesteuert werden. Die Nockenwelle ist platzsparend zwischen den V-förmig angeordneten Ein- und Auslassventilen verbaut, die Betätigung der Ventile erfolgt in der Regel über (Rollen-)Kipphebel. Der Zylinderkopf eines SOHC-Motors ist dadurch deutlich kompakter als der eines DOHC-Motors. Beispiele für Vierventil-SOHC-Motoren sind der Triumph Dolomite Sprint, die Husaberg FE 570 und der Chrysler Neon, Dreiventil-SOHC-Motoren findet man in der Honda NTV und diversen Mitsubishi Colt.
OHC-Motoren mit seitlich oben im Zylinderkopf liegender Nockenwelle nennt man speziell CIH-Motoren (Camshaft In Head). Diese Bauform mit herkömmlichen (Hydro-)Stößeln findet man z. B. bei Vier- und Sechszylindermotoren der Marke Opel, die von 1965 bis Anfang der 1990er hergestellt wurden. Diese Motoren sind jedoch nicht so drehzahlfest wie übliche OHC-Motoren. Sie haben Kipphebel und Stößel, aber keine Stoßstangen. Bei CIH-Motoren stehen alle Ventile in einer Reihe.
Eine ganz ähnliche Lösung, jedoch mit V-förmig hängenden Einlass- und Auslassventilen – diese Anordnung ermöglicht einen halbkugelförmigen (hemisphärischen) Brennraum – nennt Ford CVH-Motor (Compound Valve Hemi, übersetzt: im Verbund (mit der Nockenwelle) angeordnete Ventile, hemisphärischer Brennraum), der in Europa von 1,1 bis 1,8 Litern Hubraum und mit ca. 50 bis 132 PS Nennleistung von 1980 bis ca. 2000 angeboten wurde. Bei diesem OHC-Motor sitzt die über einen Zahnriemen angetriebene Nockenwelle mittig über der Kurbelwelle in einem Leichtmetall-Zylinderkopf zwischen den Ventilen. Diese werden über Hydrostößel (beim Ford Escort RS1600i mechanisch, beim Sierra 1.8 Rollenstößel) und Kipphebel angetrieben. Die kompaktere Bauweise – wie auch bei CIH – gegenüber den klassischen OHC-Motoren war ein Vorteil, die bauartbedingte Höchstdrehzahl von ca. 8000 min−1 ein Nachteil. Ähnliche Konstruktionen gab es in den 1960er Jahren bei BMW, NSU und später bei Peugeot.
Alle diese Viertakt-Hubkolbenmotoren sind zugleich OHV-Motoren, da ihre Ventile – unabhängig von der Lage der Nockenwelle(n) – im Zylinderkopf „hängend“ angeordnet sind. OHV-Motoren werden jedoch, um eine klare Unterscheidung der Ventilsteuerungen zu gewährleisten, nur dann so genannt, wenn sie keine obenliegenden Nockenwellen haben.
SV-Motoren haben „stehende“ Ventile und keine obenliegende Nockenwelle.
Bei einem Sternmotor ist die Nockenwelle als „Nockentrommel“ oder -ring koaxial zur Kurbelwelle angeordnet. Diese spezielle Motorenbauart gilt daher als „untengesteuerter“ Motor. Prinzipiell können auch bei Sternmotoren Nockenwellen in den Zylinderköpfen angeordnet werden, was wegen des hohen konstruktiven Aufwandes jedoch nicht realisiert wird.
Grundsätzlich sind auch Ventilsteuerungen ohne Nockenwellen (z. B. über eine Pneumatik) und sogar die ventillose Steuerung der Gaswechselvorgänge beim Viertaktmotor durch Schiebersteuerungen möglich.

## Antrieb
Obenliegende Nockenwellen werden in der Regel mit einem Zahnriemen oder einer Steuerkette angetrieben. Stirnradkaskaden und Schubstangenpaare (Albert Roders ULTRAMAX-Steuerung) findet man nur noch bei historischen Motoren, Königswellen sind teuer und selten (Ducati bis ca. 1986, und Kawasaki W 650/W 800). Eine Kombination aus Stirnrad- und Kettenantrieb ist der sog. Weller-Trieb des Engländers John Weller (1877–1966; zugleich Mitbegründer des englischen Automobilherstellers AC Cars Ltd.). Ein Stirnradpaar reduziert dabei die Kurbelwellendrehzahl auf die Hälfte, von dort treibt eine Kette im Übersetzungsverhältnis 1 : 1 die obenliegende(n) Nockenwelle(n) an. Dieser Antrieb wurde 1927 von der englischen Motorradfabrik A.J.S. eingeführt. John Weller hat die Spann- und Führungseinrichtungen von Kettentrieben in vielen Details verbessert.
Im Vergleich zu Ketten sind Zahnriemen billiger, benötigen keine Schmierung (und somit keine öldichte Kapselung) und laufen leiser. Als erster Anwender des Steuerzahnriemens in der Serie gilt der Dingolfinger Landmaschinen- und Automobilhersteller Hans Glas. Nachteil ist die notwendige exakte Spannung des Riemens und die gegenüber Ketten größere Gefahr des Reißens bei falscher Riemenspannung oder Materialermüdung; oft sind kapitale Motorschaden die Folge eines Zahnriemenrisses. Regelmäßige Kontrolle und rechtzeitiger Austausch sind folglich nötig, typische Austauschintervalle liegen je nach Motortyp bei Automobilen in der Größenordnung zwischen 60.000 und 120.000 km Fahrstrecke bzw. vier bis zehn Jahren. Teils sind Tauschintervalle von 240.000 km vorgesehen (2-Liter-Diesel von Peugeot/Ford/Volvo). Bei Motorrädern sind auf Grund der engen Platzverhältnisse (kleinere Umlenkrollen, dadurch stärkere Beanspruchung der Riemen) deutlich kürzere Wechselintervalle üblich (Ducati-Modelle bis 2012: 20.000/24.000 km, ab 2014 teilweise 30.000 km).
Eine Neuerung stellt der Zahnriemenantrieb des neuen Ford-EcoBoost-Dreizylindermotors dar: Die zwei Antriebsriemen von Ventilsteuerung und Ölpumpe laufen in einem Ölbad. Das soll Laufgeräusche und den Verbrauch reduzieren und gleichzeitig die Laufleistung des Riemens erhöhen.

## Geschichte

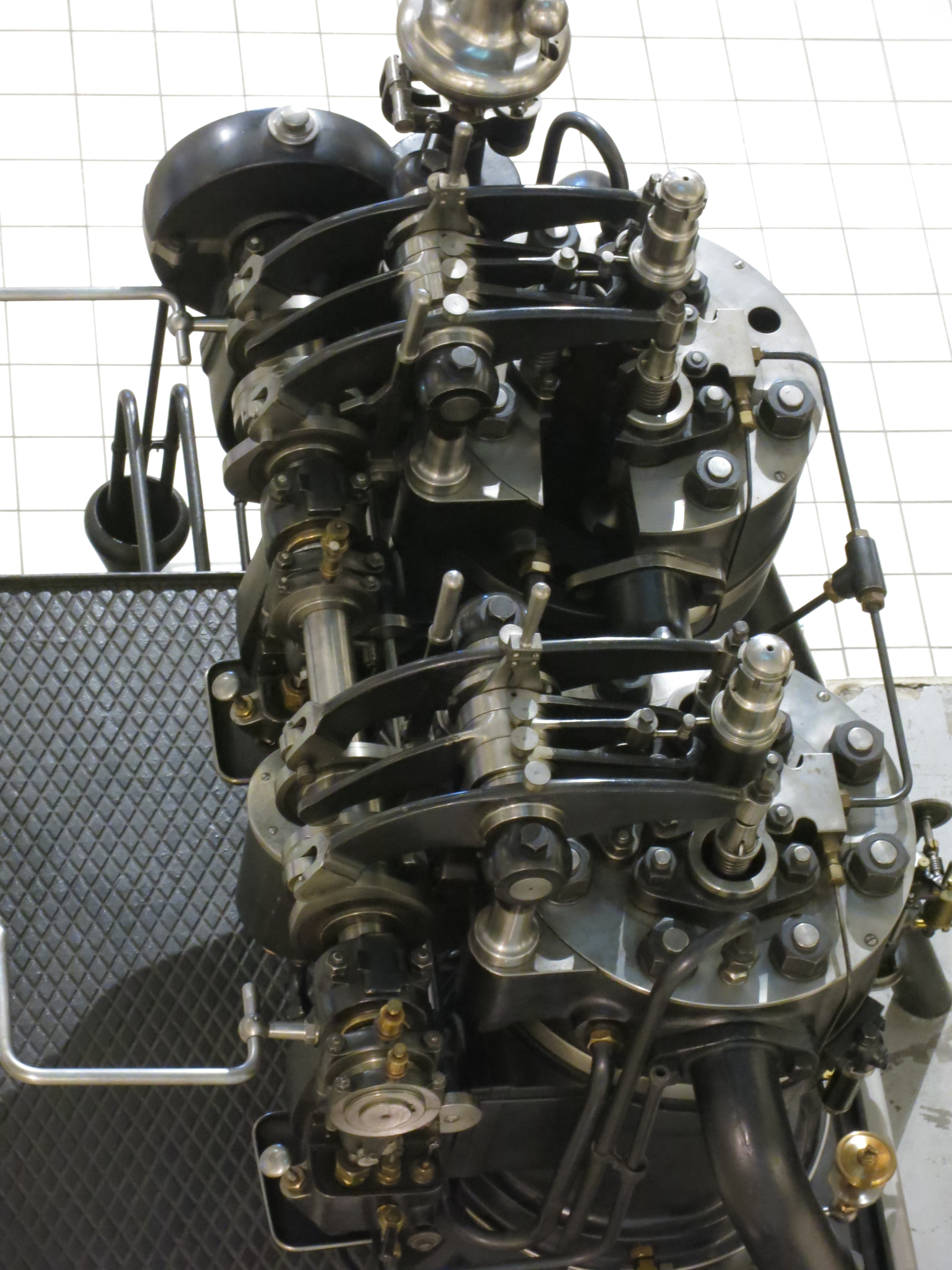
Die OHC-Ventilsteuerung mit neben den Zylinderköpfen liegender Nockenwelle mit Königswellenantrieb. Die Ventile werden über Kipphebel betätigt. Hier zu sehen an einem Dieselmotor der Grazer Waggon- und Maschinen-Fabriks-Aktiengesellschaft, 1915

Anfang des 20. Jahrhunderts war bei stehenden Dieselmotoren die OHC-Ventilsteuerung zunächst die am weitesten verbreitetste Form der Ventilsteuerung. Die Nockenwelle liegt dabei schräg oberhalb oder neben dem Zylinderkopf und betätigt die Ventile über Kipphebel. Angetrieben wird die Nockenwelle meist von einer Königswelle. (Siehe Bild rechts.) Diese Bauart hat den Vorteil, dass die Massenbeschleunigung klein bleibt, was sich positiv auf die mögliche Drehfrequenz auswirkt.
Eine oder zwei obenliegende Nockenwellen sind bei Hochleistungsmotoren seit Beginn des 20. Jahrhunderts bekannt. Ein Motor mit obenliegender Nockenwelle war bereits 1909 im von der Firma Deutz produzierten Prinz Heinrich Typ 9C eingebaut. Ein weiteres frühes Beispiel für einen derartigen Motor wurde 1912 bei Peugeot mit zwei obenliegenden Nockenwellen und vier Ventilen pro Zylinder für ihren Grand-Prix-Rennwagen entwickelt. Auch Alfa Romeo baute 1913 ein Grand-Prix-Modell für 1914 mit einer obenliegenden Nockenwelle. Ebenfalls in das Jahr 1914 fällt die Entwicklung der ersten Flugmotors mit obenliegender Nockenwelle Hispano-Suiza 8. Bei Rennmotorrädern sind zwei obenliegende Nockenwellen bei der Peugeot 500 Sport von 1913 bekannt.
In den vor dem Zweiten Weltkrieg gebauten Pkw spielte diese Bauweise jedoch kaum eine Rolle. Weil sie leichter zu warten waren und als zuverlässiger galten, wurden stattdessen SV-Motoren verwendet. Bei diesen verursachte ein abreißendes Ventil oder Ausfall des Nockenwellen-Antriebes keine teuren Folgeschäden. Zudem waren die damals verwendeten Königswellen mit zwei Kegelradpaaren oder Zahnradkaskaden weit aufwändiger herzustellen als einfache Stirnradpaare oder kurze Steuerketten. Die Schwingungsdämpfer für lange Steuerketten oder die Zahnriemen heutiger Motoren waren damals noch nicht erfunden oder serienreif.
Der von Ferdinand Porsche konstruierte und 1921 auf den Markt gekommene Austro Daimler AD 6-17 verfügte über einen Sechszylinder-Reihenmotor mit OHC-Steuerung über Königswelle. Alfa Romeo stattete ab dem im Jahr 1922 vorgestellten Modell RL Normale fast alle Motoren so aus. Insgesamt gesehen gab es aber bis in die 1940er-Jahre serienmäßig nur wenige Motoren mit obenliegenden Nockenwellen, darunter ab 1925 den Motor des Fiat 509 und den des Morris Minor von 1928, den Jaguar-XK-DOHC-Motor, Fahrzeuge von Singer und ab 1945 den Crosley CC mit einer königswellengetriebenen Nockenwelle. Auch der sowjetische Vierventil-Zwölfzylinder-Hochleistungs-Dieselmotor W-2 von 1937 hat vier königswellengetriebene obenliegende Nockenwellen und Ventile mit Tassenstößeln. Erst gegen Ende der 1950er wurden OHC-Motoren bei Pkws populär. Pioniere waren außer Alfa Romeo (DOHC, Ketten), in Deutschland Mercedes-Benz mit dem M 180 mit Steuerkette und Schlepphebeln, NSU mit schubstangengetriebener Nockenwelle (Ultramax-Steuerung) und Kipphebeln in Motorrädern und im Kleinwagen Prinz, der Borgward-Konzern (Lloyd Alexander mit Steuerkette und Kipphebeln), wie später auch BMW im BMW M10 und in den USA Willys Motor Company mit dem Jeep-Tornado-Motor. Das erste Modell mit zahnriemengetriebener Nockenwelle in Serie war 1962 der Glas 1004, allerdings noch ohne Durchbruch am Massenmarkt. Mit Zahnriemenantrieb erschienen 1966 der Motor des Fiat 125 mit zwei obenliegenden Nockenwellen und der Vauxhall „slant four“ mit einer.

## Vor- und Nachteile

### Vorteile
Motoren mit obenliegenden Nockenwellen bieten wegen der geringen für die Ventilbetätigung bewegten Massen gute Voraussetzungen für hohe Drehzahlen und können daher bei gegebenem Mitteldruck höhere maximale Leistungen und ein besseres Leistungsgewicht als andere Motoren erreichen.

### Nachteile

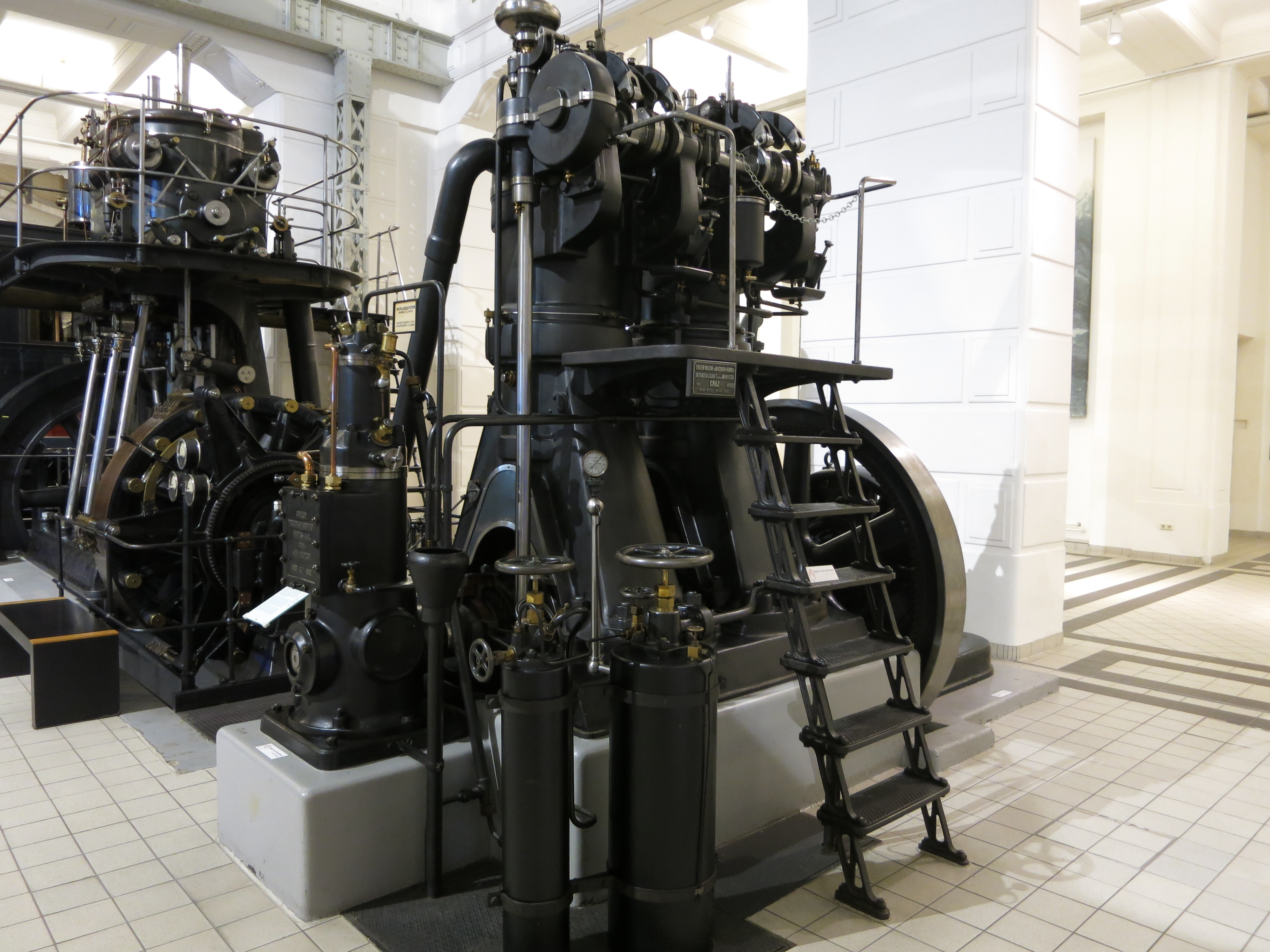
Früher Industriedieselmotor. Zur Wartung der Nockenwelle ist wegen der großen Ausmaße des Motors eine Bedienungsbühne notwendig.

In der Zeit der frühen Industriedieselmotoren hatte die OHC-Ventilsteuerung den Nachteil, dass selbst bei kleineren Motoren eine Bedienungsbühne an den Motor angebaut werden musste, um die Nockenwelle warten zu können.
Für die Umstellung auf obenliegende Nockenwellen mussten die Fahrzeughersteller Motorblöcke und Zylinderköpfe neu konstruieren und die Fertigungsstraßen erneuern, weshalb viele Hersteller die Umstellung hinauszögerten und noch lange ihre OHV-Motoren anboten.
Wird für den Antrieb der Nockenwelle ein Zahnriemen verwendet, ist der Aufwand bei der Wartung größer. Die Bauteile müssen regelmäßig ausgetauscht werden, übliche Wartungsintervalle liegen je nach Motor zwischen 40.000 und 240.000 km (z. B. Diesel-Motor bei PSA).
Lange Steuerketten erfordern Führungs- und Spannschienen; oft sind es drei oder vier im Umlauf. Insbesondere V-Motoren mit extrem langen Steuerketten-Umläufen (von der Kurbelwelle herauf zum ersten Zylinderkopf, herab zum Umlenkrad, herauf zum zweiten Zylinderkopf, wieder herab zur Kurbelwelle) sind wartungs- bzw. kontrollbedürftig. Spannschienen sind wegen ihrer kettenseitigen Kunststoffauflage Verschleißteile, die nach ca. 150.000 bis 300.000 km gewechselt werden sollten.
Die komplizierte Führung von Steuerkette oder Zahnriemen war lange ein Grund für die Verwendung der OHV-Bauweise bei V-Motoren in LKWs und vielen amerikanischen Fahrzeugen. Hier genügt eine zentrale Nockenwelle, die über eine kurze Kette oder ein Zahnradpaar von der Kurbelwelle angetrieben werden kann.